# F.E.A.R. 2: Project Origin
F.E.A.R. 2: Project Origin (укр. FEAR 2: Проєкт Джерело) — відеогра у жанрі шутер від першої особи з елементами хоррору, сіквел гри F.E.A.R., розроблена компанією Monolith Productions і випущена компанією Warner Bros. Interactive Entertainment 10 лютого 2009 на PC, Xbox 360, PS3.
Спочатку гра отримала заборону на розповсюдження в Австралії у зв'язку з великою кількістю сцен насильства і анатомічно докладним зображенням мертвих тіл, проте пізніше вікової рейтинг був переглянутий і заборона була знята без будь-яких накладень додаткової цензури.
Крім Retail-версії, гра розповсюджується через Steam і Direct2Drive.
У грі присутня вбудована система досягнень, однак вона не синхронізується зі Steam-аккаунтом. Також присутній рангова таблиця, яка вважається виходячи зі статистики ігор GameSpy, однак вона доступна тільки через ігровий клієнт. Є цікавий факт, що на картинках досягнень в PS3 і Xbox 360 версіях на всіх картинках зображені обличчя всяких персонажів з гри, а в PC версії всі картинки виглядають по-іншому, в DLC «FEAR 2 Reborn» у всіх версіях картинки однакові і лише на одному з них зображено обличчя одного з персонажів.
Крім звичайного видання, було випущено спеціальне видання обмеженим тиражем (Limited Edition), що включає в себе FEAR, Project Origin, а також доступ до спеціальних моделям для багатокористувацької гри — без шоломів. 4 липня, разом з виходом набору багатокористувацьких рівнів «Armored Front», можливість прибрати шолом у моделі з'явилася у всіх користувачів.
29 липня 2009 було анонсовано DLC-додаток під назвою «FEAR 2: Reborn», яке було видано 3 вересня 2009 року. Воно містить чотири однокористувацьких рівня і новий багатокористувацький режим, deathmatch з уповільненням часу (складнішим, ніж в оригінальній грі). Доповнення оповідає про альтернативний погляд на сюжетну лінію — від імені солдата-репліканта.

## Сюжет
Гра ніяк не пов'язана з сюжетними лініями доповнень F.E.A.R. Extraction Point і F.E.A.R. Perseus Mandate.
Сиквел F.E.A.R. продовжує паранормальную історію про надприродну істоту Альму — померлої за багато років до подій гри дівчину з потужними екстрасенсорними здібностями, яка сповнена ненависті до тих, хто катував її, позбавив дітей і в підсумку вбив. Втім, Альма ще за життя, коли вона була лише слабкою, змученою і заляканою дівчинкою, страждала розладом психіки, через що вона починає ненавидіти всіх підряд і мстити їм за чужі злочини. Це призводить до того, що починається зростаюча і не непояснена криза, яка загрожує поглинути і замінити об'єктивну дійсність хворою уявою Альми. Цього разу протагоніст гри — Майкл Беккет, оперативник загону «Дельта», чия команда відправлена заарештувати Женев'єву Арістід приблизно за тридцять хвилин до закінчення оригінальної гри F.E.A.R.
На самому початку гри Беккет відчуває галюцинацію, що показує зруйноване місто, де він бачить, як поруч йде Альма. Як тільки він повертається в реальність, команда Беккета добирається до комплексу пентхаусів, де живе Арістід. Виявляється що на комплекс напали чистильники, послані Радою директорів «АРМах Технолоджі». Після порятунку Арістід, Беккет розкриває призначення проєкту, відомого як «Провісник», до якого виявляються залучені він сам і декілька його товаришів по команді. Арістід стверджує, що Беккет і його команда — єдиний спосіб зупинити Альму, але перш, ніж вона встигає реалізувати ідею, Оперативник з першої частини гри FEAR підриває реактор «Склепу». Беккет вражений вибуховою хвилею і втрачає свідомість.
Прийшовши до тями, Беккет виявляє, що на ньому проводить операцію бригада лікарів під керівництвом Арістід і починає бачити більше видінь Альми. Як тільки головний герой знову приходить до тями, він опиняється в лікарні, розташованої глибоко під землею разом з іншою частиною його команди. Шпиталь атакує команда зачистки «АРМах» на чолі з полковником Ричардом Венеком, і Беккет повинен боротися з нею, щоб пробитися до виходу. Під час втечі, Беккет отримує поради по рації від людини, яка називає себе «Зміїний Кулак». Той каже, що Альма — мати апокаліпсису. Під час просування по госпіталю, послідовно гинуть два члени вашої команди. Після відходу з лікарні і протистояння з командиром загону Венеком, Беккет бореться з заново активованими клонами. Поки він пробивається на поверхню, проти нього також неодноразово намагається здійснити фізичне насильство Альма, але в рукопашному бою зазнає поразки. Це «Зміїний Кулак» пояснює як спробу «поглинути» Беккета, який після проведеної над ним операції випромінює потужну телепатичний ауру, що зачіпає Альму.
Вибравшись на поверхню, Беккет зустрічається з тими, хто залишився з його команди, бо багато хто з загону були послідовно вбито Альмой (до того ж перед зустріччю із загоном Альма поглине вашого командира старшого сержанта Гріффіна). Тепер загін складається тільки з самого Беккета, старшого лейтенанта Стокса, сержантів Моралеса і Кігана. Команда просувається в околиці школи імені Уейда, взятої під контроль силами «АРМах Технолоджі» і де ховаються «Зміїний Кулак» і Арістід, яка прагне відібрати у нього дані для настройки установки на Стилл-Айленд для утримання Альми. Досягнувши підвалу, Беккет виявляє, що під школою прихований черговий дослідний центр «АРМах Технолоджі» для проєкту, відомого як «Парагон». Там Беккет знаходить дані, що проєкт «Провісник» був спробою створити ще більше командирів-телепатів, подібних Пакстон Феттелю. При цьому Беккет і Кіган були самими багатообіцяючими кандидатами. У той же час, проєкт «Парагон» призначений, для того щоб підготувати телепатично обдарованих дітей, які будуть працювати на «АРМах» в майбутньому.
В основі дослідницького центру «Зміїний Кулак» називає себе справжнім ім'ям Террі Хелфорд, він представляється як дослідник, який працює на «АРМах Технолоджі», і пояснює, що єдиний спосіб перемогти Альму полягає в тому, щоб вирушити на базу «АРМах», розташовану в ядерному реакторі на Стілл-Айленд. Саме там розташовується телестезичний підсилювач. З його допомогою Беккет повинен перемогти Альму, ще більше посиливши власні телепатичні здібності, розкриті в результаті операції в шпиталі «Армахема». І лише Беккет з Хелфорд готується повернутися на поверхню, як дослідника обезголовлює клон-ассасін.
По дорозі на Стилл-Айленд команда Беккета потрапляє в засідку армії реплікантів, і сержант Кіган залишає загін у стані, схожому на гіпноз. Беккет вирушає за ним і пробує повернути Кігана, але головного героя затримують численні сили елітних солдатів-клонів, а сам Кіган все далі відходить від нього. Відбившись від ворогів і нападів Альми, Беккет в кінцевому рахунку возз'єднується з залишком команди на Стилл-Айленд і проникає на базу «АРМах Технолоджі». Сержант Беккет входить в телестезістичний підсилювач, і, як тільки Стокс готується привести в дію механізм, несподівано з'являється Женев'єва Арістід і стріляє в неї, чи то убивши, чи важко поранивши. Арістід пояснює це тим, що Беккет служив приманкою для Альми. Замість того, щоб вбити Альму, Арістід планує запечатати Беккета і Альму у пристрої разом, таким чином Арістід зможе використовувати Альму як важіль впливу на «АРМах».
Альма нападає знову, і Арістід запечатує Беккета разом з Альмой. Альма наближається до Беккетом, і він потрапляє в іншу галюцинацію, де відбивається від роздратованого примари сержанта Кігана, одночасно пробуючи активувати підсилювач, щоб знищити Альму. Битва перемежовується образами Альми, що займається сексом з Беккетом. Нарешті, після активації останнього вимикача, Беккет повертається в реальність, щоб опинитися запечатаним в підсилювачі, і побачити палаючу у вогні Альму. Незабаром Беккет приходить до тями, але вже не бачить своїх рук і ніг. Раптово він знову переноситься в галюцинацію і бачить, що його руки і ноги більше не закуті в кріслі підсилювача, а Альма стоїть посеред диявольського пейзажу, притримуючи руками вагітний живіт. Гра закінчується тим, що Альма наближається до Беккета, ніжно поміщає його руку на свій живіт, і Беккет відчуває дитину, що говорить «Мама».

## Продовження
- У квітні 2010 року Warner Bros. анонсувала продовження гри. Реліз F.E.A.R. 3 відбувся 21 червня 2011 року.